# Deronitis
Deronitis là một chi bọ cánh cứng thuộc họ Scarabaeidae.